# Distrofia muscular de Duchenne
La enfermedad distrofia muscular de Duchenne (DMD) o distrofia muscular progresiva  es una enfermedad hereditaria con un patrón de herencia de tipo recesivo ligado al cromosoma X que produce una deficiencia muscular progresiva y rápida que conduce a la discapacidad física y a una muerte prematura debido a complicaciones respiratorias y cardíacas. Es la enfermedad neuromuscular más frecuente y severa de la infancia.
Es una miopatía de origen genético que produce destrucción de las células del músculo estriado. Afecta a todas las etnias. El gen anormal, que codifica la proteína distrofina, se encuentra en el locus Xp21.2. La distrofia muscular se produce por mutaciones en el gen de la distrofina, que es la proteína encargada de conectar los filamentos de actina con la matriz extracelular. Al producirse la mutación, las células musculares degeneran, porque al carecer de distrofina ya no hay contacto entre la matriz y la lámina basal de la célula. En consecuencia van desapareciendo las células de las fibras musculares y apareciendo tejido adiposo en su lugar. Su nombre se debe a la descripción inicial realizada en 1861 por el neurólogo francés Guillaume Benjamin Amand Duchenne (1806-1875). Este gen es el más grande que existe en la naturaleza, ya que tiene un tamaño de 2,6 Mb y 79 exones. Debido a su gran tamaño, hasta la aparición de la secuenciación genética a gran escala era imposible su secuenciación para detectar las mutaciones que daban lugar a la enfermedad. 
Por tanto, la distrofia muscular de Duchenne es una enfermedad monogénica ocasionada por mutaciones en el gen denominado DMD. Se produce por una pequeña o gran deleción en la pauta de lectura del gen y eso hace que se produzca gran cambio en la traducción para la fabricación de la proteína. Lo que ocurre es que la mutación origina un codón de STOP prematuro, que la célula detecta como aberrante y elimina toda la proteína que estaba fabricando. Pero existe otra enfermedad, la distrofia muscular de Becker, que también es monogénica y causada por mutaciones en el mismo gen, sin embargo, en este caso, lo que ocurre es que la deleción impide la fabricación de una gran parte de la proteína normal, fabricando una distrofina más corta. En este caso, no hay cambios en la pauta de lectura, simplemente la proteína se genera, pero mucho más pequeña. Por tanto, ambas enfermedades están estrechamente relacionadas con nivel genético y proteinómico.
Como ya se ha dicho, el gen DMD codifica para la proteína distrofina, cuya función se verá más adelante en este mismo texto.

## Causas

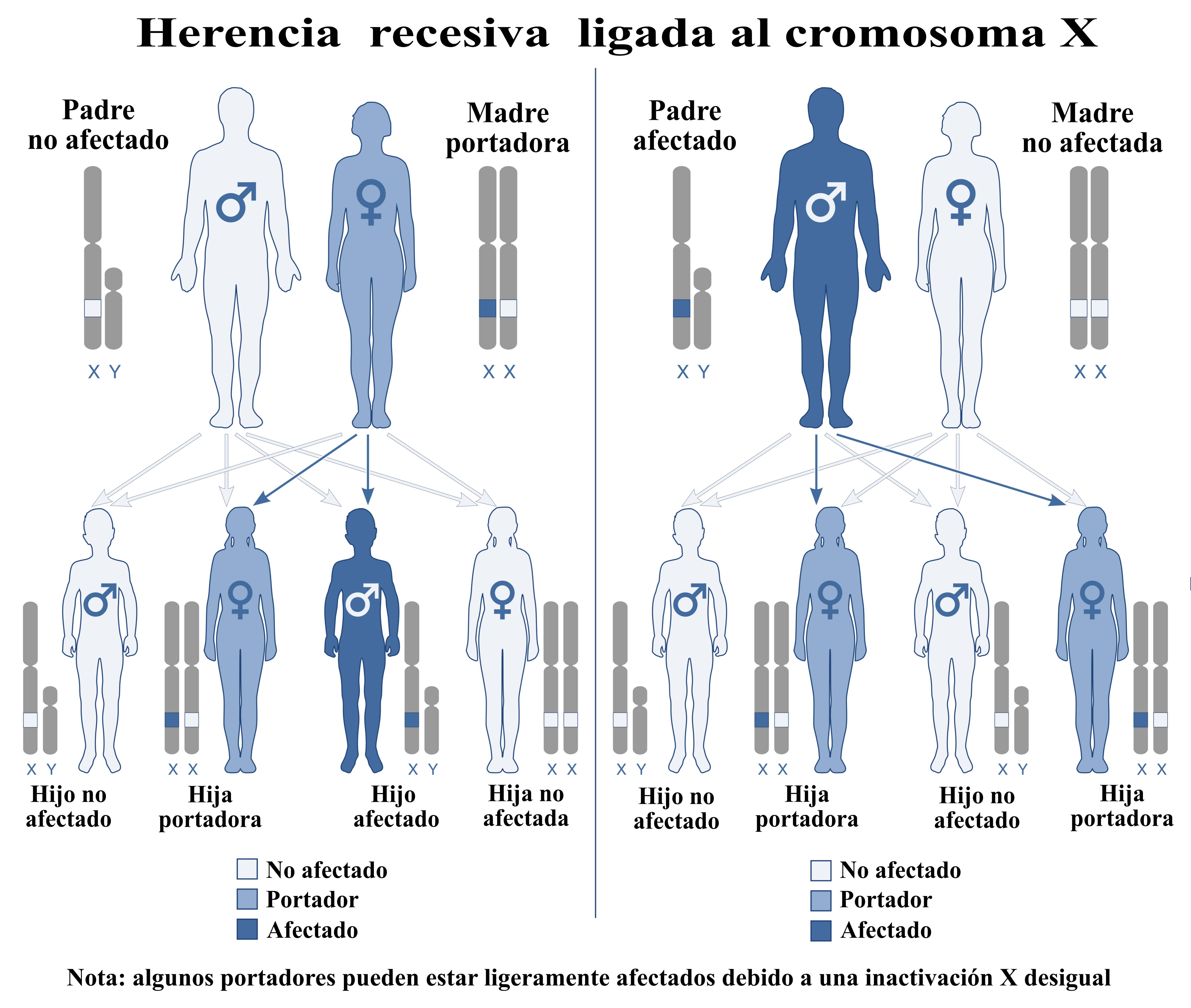
Herencia recesiva ligada al cromosoma X

Las distrofias musculares son enfermedades hereditarias que comienzan en su mayoría en la edad infantil, caracterizadas por atrofia progresiva muscular de comienzo proximal (más cerca del centro del tronco o línea media), pérdida de reflejos, con aspecto hipertrófico de la musculatura, en general no se limitan a los músculos. Son enfermedades progresivas que terminan con graves limitaciones o la muerte.
La distrofia muscular de Duchenne presenta por tanto un cuadro mucho más grave y se produce más tempranamente que la distrofia muscular de Becker. Con un rápido avance de la degeneración de los músculos, que genera dificultades motoras, contracturas, escoliosis, pseudohipertrofia (consecuencia de la sustitución de tejido muscular por tejido graso)... y que hace que el paciente muera de forma prematura por un fallo cardíaco o pulmonar.
Por el tipo de herencia y las manifestaciones clínicas, pueden delimitarse varios tipos. Una distrofia muscular se distingue de todas las demás enfermedades neuromusculares por cuatro criterios obligatorios: 
1. Es una miopatía (degeneración de los músculos) primaria (no se conoce causa exógena)
2. Es de base genética
3. El curso es progresivo
4. En algún momento de la enfermedad las fibras musculares degeneran y mueren.

## Causas genéticas
El hecho de que la enfermedad estudiada aquí sea mucho más agresiva que la distrofia muscular de Becker radica en la naturaleza de la mutación que la origina. Las mutaciones en el caso de DMD tienen como consecuencia la transcripción de un ARNm con marco de lectura alterado, lo que puede originar proteínas con una secuencia de aminoácidos diferente o la aparición de codones de stop prematuros, dando lugar a una proteína no funcional que es rápidamente degradada. Por lo tanto, los pacientes que sufren esta enfermedad carecen por completo de capacidad para generar la proteína distrofina.
Un análisis pormenorizado del gen de la distrofina muestra que los enfermos tienen mutaciones varias en uno o varios exones del gen. En concreto, entre un 60 y 70 por cien de casos muestran deleciones, un 10 por cien muestra duplicaciones y entre un 20 y un 30 por cien muestra pequeños errores de escritura del gen. Del conjunto de enfermos cuyo gen de la distrofina tiene deleciones, estas son candidatas a ser suprimidas mediante la técnica de ingeniería genética de salto de exon, lo que permitiría a los enfermos generar distrofina funcional aunque más corta que la proteína normal.

## Síntomas
Los síntomas pueden variar considerablemente según el paciente, por lo general aparecen de forma sutil a los pocos años de nacer. Fatiga, a veces una leve dificultad de aprendizaje que no empeora con el tiempo, debilidad muscular que comienza en las piernas y la pelvis, más tarde también se presenta con menor severidad en los brazos, el cuello y otras áreas del cuerpo; dificultad con habilidades motoras (correr, bailar, saltar), caídas frecuentes, dificultad al caminar progresiva. La capacidad de caminar se puede perder en edades muy variadas, generalmente en la preadolescencia. La persona afectada puede necesitar aparatos ortopédicos en las extremidades u otras partes del cuerpo y en su mayoría necesitan silla de ruedas.

## Tratamiento
El tratamiento, hasta 2014, solo consistía en medidas de apoyo: fisioterapia, psicomotricidad, logopedia, terapia ocupacional y control de las complicaciones. Todas estas orientadas a mejorar la funcionalidad y la calidad de vida de los pacientes, evaluando cuales son las habilidades que posee y cuales son las que se pueden modificar.

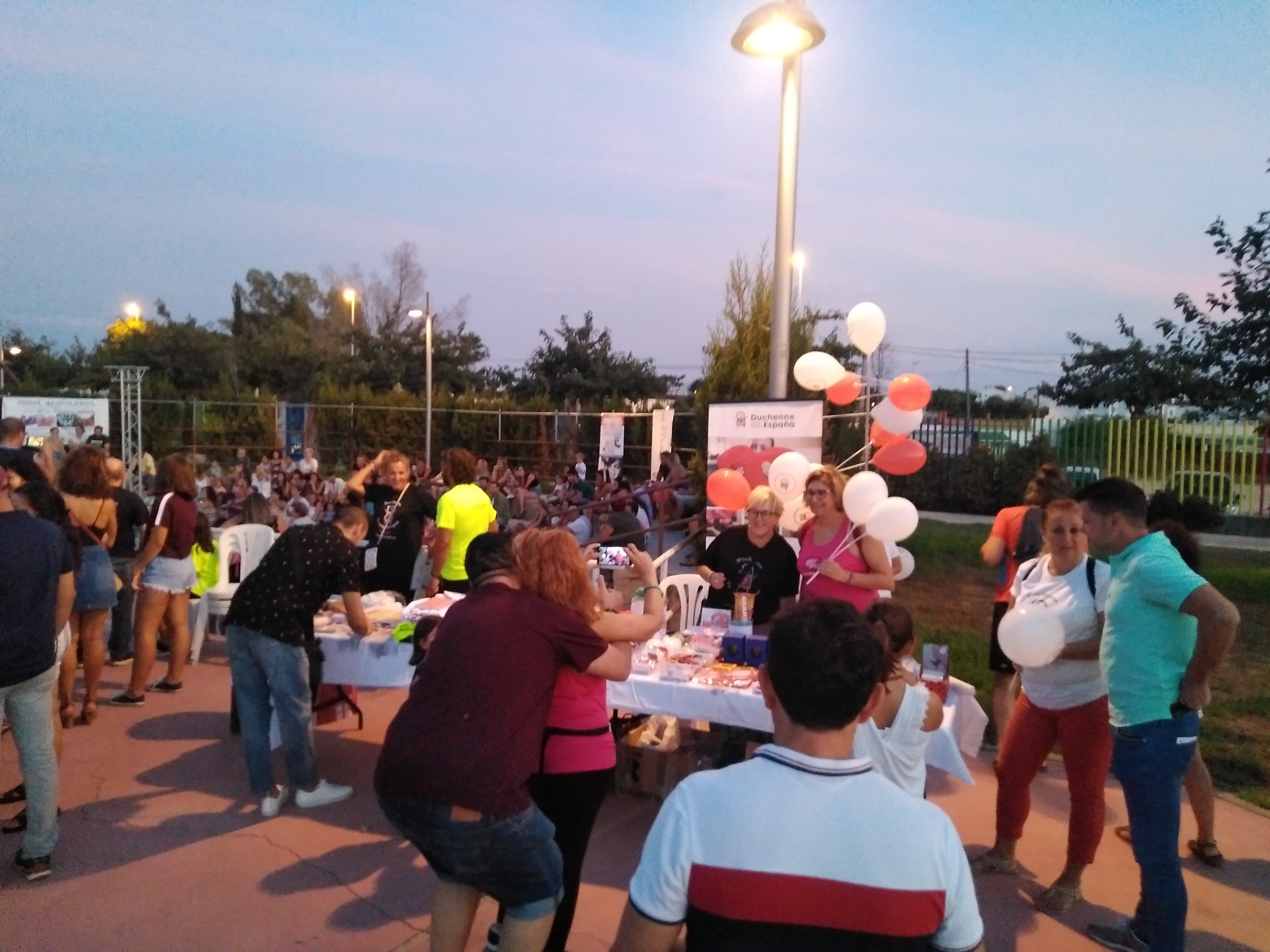
Colecta de fondos en el día mundial de la distrofia muscular.

Se están ensayando nuevos tratamientos que tratan de que la distrofia muscular se cure. Aunque en su gran mayoría se trata de tratamientos experimentales, los datos preliminares indican que en un futuro podría llegar ser posible la curación de esta enfermedad.
En 2014, la Agencia Europea del Medicamento concedió una autorización condicional al medicamento atalureno para el tratamiento de pacientes mayores de dos años afectos de distrofia muscular de Duchenne con una mutación sin sentido en el gen de la distrofina.
Se encuentra en estudio la terapia génica para curar la distrofia muscular. Se ha conseguido llevar a cabo con éxito la terapia génica de la DMD en ratones, perros y gatos, y se está probando en humanos. Debido al gran tamaño del gen, es imposible introducir una copia correcta del gen entero mediante los vectores virales comúnmente usados en terapia génica. Por ello se trabaja en la introducción de oligonucleótidos antisentido que realicen un splicing alternativo para intentar corregir la copia endógena errada. 
En 2016 la empresa biotecnológica Sarepta Therapeutics, que desarrolla nuevas drogas para el tratamiento de la DMD, envió a la FDA la solicitud de aprobación de etlephirsen, una droga diseñada para saltar el exón 51 del gen de la distrofina, que afecta al 13 por cien de los enfermos de DMD, y que entró en la tercera fase de desarrollo, la empresa investiga otras drogas para saltar otros exones del gen, también en 2015 se encontraban: en fase dos de desarrollo la droga para el salto de exón 53, en fase uno de desarrollo la droga de salto de exon 45, y las drogas de salto de los exones 50, 44, 52, 55, y 8 en fase preclínica.
La empresa BioMarin Pharmaceutical presentó también ante la FDA su fármaco de salto del exon 51, llamado drisapersen, para su aprobación en 2015, pero fue rechazada por falta de datos clínicos concluyentes sobre su efectividad. Se calcula que esta técnica de salto permitirá tratar al 80 por cien de los afectados al poder generar proteínas funcionales.
El fármaco de salto de exon 51, etlephirsen, fue evaluado para su aprobación por la FDA. El 19 de septiembre de 2016 la FDA autorizó la comercialización en Estados Unidos del fármaco etlephirsen, siendo el primer medicamento autorizado para el tratamiento de los enfermos con errores en el exón 51 del gen de la distrofina.
En junio de 2016, la FDA autorizó a la empresa biotecnológica Capricor Therapeutics el inicio del ensayo en humanos de células madre CAP-1002 para la regeneración de tejido cardíaco en enfermos de Duchenne.

## Diagnóstico

### Cuantificación de la CPK (creatina cinasa)
En el laboratorio, una de las alteraciones más características es la elevación (desde el nacimiento) del nivel de creatina cinasa  (CPK) sérica, que puede alcanzar cifras considerables (10 a 50 veces por encima de lo normal). Hay valores elevados de CPK entre los 14 y 22 meses de edad que luego tienden a disminuir, pero siempre se conservan por encima de los valores normales.

### ADN
La isoforma específica del gen del músculo de la distrofina está compuesta por 79 exones y, por lo general, las pruebas y análisis de ADN pueden identificar el tipo específico de mutación del exón o exones afectados. Las pruebas de ADN confirman el diagnóstico en la mayoría de los casos.

### Electromiografía (EMG)
La electromiografía en la distrofia muscular de Duchenne refleja el típico patrón miopático. La actividad espontánea consiste en fibrilaciones y ondas positivas en los estadios más precoces. Las unidades motoras voluntarias muestran potenciales de unidad motora miopáticos de baja amplitud y corta duración. Al evaluar la contracción voluntaria se puede observar un patrón de reclutamiento precoz con mínimo esfuerzo. En músculos que muestran únicamente un grado de afectación muy leve, las anomalías pueden escapar a la exploración si no se realiza de forma meticulosa. En músculos con alto grado de afectación es posible observar ausencia de actividad eléctrica y consistencia aumentada a la inserción debido a la sustitución de las fibras musculares por tejido fibroso.

### Biopsia muscular
Si el test de ADN diese negativo para encontrar la mutación, se puede realizar una pequeña biopsia del músculo. Se extrae una pequeña muestra de tejido muscular y se busca la presencia de distrofina que por su ausencia indica que la mutación existe.
Normalmente no se requiere el uso de este método, pero puede ser efectivo en ausencia de un historial típico, se encuentran generalmente hallazgos observados en otros tipos de distrofias musculares como:
- Necrosis segmentaria, evidenciada principalmente por la presencia de fagocitos, cambios histológicos variables en las miofibrillas, evidencia de sobrecontracción de las fibras musculares (la longitud del sarcómero es varias veces mayor que su tamaño fisiológico normal) y daño en la membrana (estos últimos observables por medio de microscopía electrónica).
- Regeneración después de los episodios de necrosis. El proceso de necrosis-regeneración vuelve y comienza, hasta que las células pierden su capacidad reproductiva. Las alteraciones observadas en la fibra muscular pueden presentarse desde edades tempranas, aun antes de que la enfermedad llegue a ser evidente clínicamente.

### Inmunohistoquímica
Dentro del estudio de las fibras musculares, además de la biopsia muscular, existe la inmunohistoquímica. En este proceso se utilizan anticuerpos antidistrofina o contra alguno de los componentes del llamado complejo DGC (complejo de distrofina-glucoproteínas), evaluándose tanto la cantidad como la calidad de la distrofina y/o de las glucoproteínas asociadas a ella. La ausencia completa de la distrofina o cifras de menos de 3 % son específicas y características del fenotipo grave de distrofia muscular Duchenne. En 85 % de los pacientes con distrofia muscular de Becker, la distrofina tiene un peso molecular anormal, al ser más pequeña por deleción (80 %), o más grande por duplicación (5 %). En 15 % de los pacientes restantes, la proteína tiene un tamaño normal. Estos hallazgos inmunohistoquímicos se correlacionan generalmente muy bien con el fenotipo e incluso llegan a ser útiles en la determinación del estado de portadora.

### Métodos de análisis molecular
Hay varias técnicas disponibles de diagnóstico molecular para el análisis de ADN, ARN o proteínas; cada una de ellas con ventajas y desventajas en razón de coste, sencillez y eficiencia; algunas de ellas son:
- Reacción en cadena de la polimerasa múltiple (PCR). El método de PCR es de amplia aceptación porque permite caracterizar de manera rápida y precisa el 98 % de las mutaciones de tipo deleción o duplicación del gen.
- Polimorfismos conformacionales de cadena sencilla (RT-PCR).

## Gen DMD[10]
Los errores de código del gen DMD son los responsables de ambas enfermedades (Distrofia muscular de Duchenne y distrofia muscular de Becker). Se encuentra localizado en el brazo corto del cromosoma X. El gen DMD codifica la proteína distrofina, que se trata de un polipéptido esencial para mantener la estructura y mecánica de la fibra muscular. Por tanto, las dos enfermedades estudiadas están ligadas al cromosoma X (ya que son determinadas por mutaciones en este gen) y como tienen un patrón de herencia recesiva, afectan especialmente a hombres, concretamente a 1 de cada 3500.
El gen DMD está formado por 3 mil de pares de bases, lo que lo convierte en el gen más grande que se ha encontrado en humanos. Contiene 79 exones que codifican para la síntesis de la proteína distrofina. Además, la transcripción del gen en ARNm está bajo el control de ocho promotores, que gobiernan los procesos de expresión en distintos tejidos, generando distintos tipos de proteínas. Las diferentes isoformas específicas producidas se encuentran presentes en diferentes tejidos del organismo.

## Distrofina

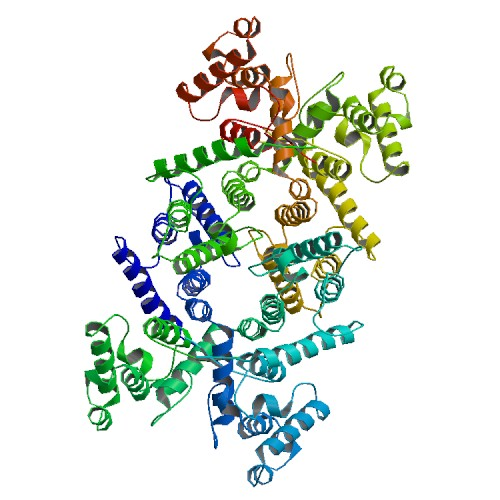
Modelo de la distrofina.

La distrofina es una proteína citoplasmática, presente en las células musculares, que posee una función estructural constituyendo una unión elástica entre las fibras de actina del citoesqueleto y la matriz extracelular, que permite disipar la fuerza contráctil, evitando así el daño en la membrana de las células musculares (sarcolema) durante el proceso de contracción del músculo.
Uno de los extremos de la proteína, el terminal-C, está unido a un grupo de proteínas transmembrana, el complejo distrofino-glucoproteico, que están unidas a su vez a la laminina de la matriz extracelular. El otro extremo, el terminal-N, se conecta a las estructuras contráctiles dentro de la célula, en concreto, a las fibras de actina del citoesqueleto.
La parte central de la distrofina, denominada dominio de varilla, consta de una cadena de aminoácido enroscados que se doblan sobre sí mismos varias veces. Si el movimiento de contracción de la célula muscular fuerza a la proteína distrofina a cambiar su longitud, su estructura doblada permite que actúe como un resorte o "absorbedor de choques". Por lo tanto, la distrofina transmite la energía mecánica producida por la contracción (actina-miosina) hacia la membrana de la célula muscular y las estructuras fuera de los músculos, el tejido conectivo y los tendones, de forma que las membranas no son sometidas a demasiado esfuerzo.
Por tanto, podemos resumir que la distrofina es una proteína de 3.685 aminoácidos con cuatro dominios. El primero muestra homología con las regiones de unión al extremo amino terminal de la α-actinina y de la β-espectrina. El segundo dominio consta de una serie de 24 repeticiones de 109 aminoácidos, las cuales forman una estructura helicoidal triple; estas repeticiones están interrumpidas por regiones ricas en prolina que añaden flexibilidad a la molécula, actuando como bisagras moleculares. El tercer dominio, es similar a la región de unión al calcio de la α-actinina. El último dominio, consta de 400 aminoácidos y tiene por función formar un complejo con las glucoproteínas de membrana.
La distrofina se expresa en el sarcolema en el músculo estriado esquelético, músculo liso y estriado cardíaco; también se encuentra en algunos tipos específicos de neuronas, incluyendo las células de Purkinje y las neuronas de la corteza cerebral. Aunque la función precisa aún no ha sido establecida, parece que el papel de la distrofina es estabilizar las membranas plasmáticas durante la contracción muscular; a través de la unión del dominio amino terminal a la actina, mientras que el extremo carboxilo terminal —donde las deleciones producen alteraciones de su lectura produciendo un cuadro más grave—, también se une a las proteínas DGC (complejo de glucoproteínas transmembrana) y estas, a su vez, se unirían a la laminina en el exterior de la membrana del sarcolema.

### Distrofina y Distrofia muscular de Duchenne
Cuando la proteína distrofina no está presente (como ocurre en la distrofia muscular de Duchenne) se pierde la función tan importante que esta realiza (explicada en el apartado anterior). La estructura muscular carece de los efectos protectores y organizadores de esta proteína, por lo que la contracción del músculo causa la ruptura de las membranas musculares. Esto permite que sustancias fluyan a través de la membrana, es decir, la entrada y salida de partículas a la célula. Lo que ocasiona daño al músculo, especialmente con la entrada de cantidades grandes de calcio. Ya que el exceso de calcio activa enzimas determinadas que desintegran las proteínas musculares e inician programas de muerte celular, es decir, apoptosis.
Las células musculares destruidas son reemplazadas por tejido conectivo (fibrótico) y adiposo; con la consecuente pérdida de función muscular. Esto produce la hipertrofia característica de esta enfermedad.
Los espacios dejados por la destrucción del tejido muscular se convierten en secciones con fibrosis que restringen el proceso de contracción, ocasionando contracturas y rigidez muscular, con la consecuente pérdida de función muscular y rango de movimiento.
La distrofia muscular de Becker, al igual que la distrofia muscular de Duchenne, solo afecta al sexo masculino. Esta distrofia muscular se parece mucho a la de Duchenne, pero los síntomas pueden aparecer más tarde y suelen ser menos graves. Los síntomas, como la degeneración y la debilidad musculares no se empiezan a manifestar hasta los 10 años de edad e incluso en la etapa adulta. También puede cursar con problemas respiratorios, cardíacos, músculo-esqueléticos y articulatorios. Pero muchos de los afectados por este tipo de distrofia pueden llevar vidas activas sin tener que usar nunca una silla de ruedas. La esperanza de vida de una persona con distrofia muscular de Becker varía en función de la gravedad de los problemas respiratorios o cardíacos que tenga.

## Mutaciones
Se ha descrito una gran heterogeneidad en las mutaciones del gen de la distrofina que incluyen deleciones, duplicaciones y mutaciones puntuales. Las deleciones suman el 70 % de todos los casos y afectan a uno o varios exones. En Colombia se ha descrito que el 31 % de los pacientes tienen deleciones detectables, hallazgo que es acorde con lo descrito para otras poblaciones en Latinoamérica. Este hallazgo se explica probablemente por la heterogeneidad de su acervo genético, el cual también ha sido observado en otras enfermedades como fibrosis quística. Las deleciones se concentran en dos regiones del gen, que son puntos calientes o "hot spots": la mayoría (80 %) en los exones 44 al 52 y, dentro de esta región, el 40 % se ubican sobre el exón 44, uno de los más extensos del gen de la distrofina; el otro punto caliente o "hot spot" se encuentra en la región 5´ terminal del gen y comprende los exones 1 al 19, donde se concentra un número cercano al 20 %.
En una tercera parte (33 %) de los pacientes con distrofia muscular de Duchenne/Becker, la mutación causante de la enfermedad no involucra alteraciones de tipo deleción o duplicación en la estructura del gen de la distrofina. En estos casos, el cambio de un único nucleótido o de unas pocas bases, se ha identificado como la causa de la mutación; causando el cambio de un codón original por un codón diferente que codifica para otro aminoácido; o por el cambio de un codón que codifica para un aminoácido por un codón que codifica para una secuencia de terminación o de parada, lo que resulta en una proteína de tamaño diferente a la original.

## Detección de portadores
Hasta que se dispuso de métodos moleculares, la detección de portadores se basaba en el análisis del árbol genealógico, combinado con el análisis de la creatincinasa en el plasma. Los valores de la creatincinasa son mayores en niños con DMD, y ligeramente elevados en aproximadamente dos tercios de todos los portadores. El análisis de la creatincinasa todavía tiene utilidad ocasional como prueba adjunta en la detección de portadores y en los estudios familiares, pero su falta de sensibilidad ha hecho que sea sustituido por el análisis de ADN. En la actualidad es posible conseguir la detección precisa de portadores para la mayoría de los familiares mediante el análisis directo de mutaciones o deleciones, o de manera indirecta por el estudio de ligamiento con marcadores polimórficos intragénicos. 